# Victor Fatio

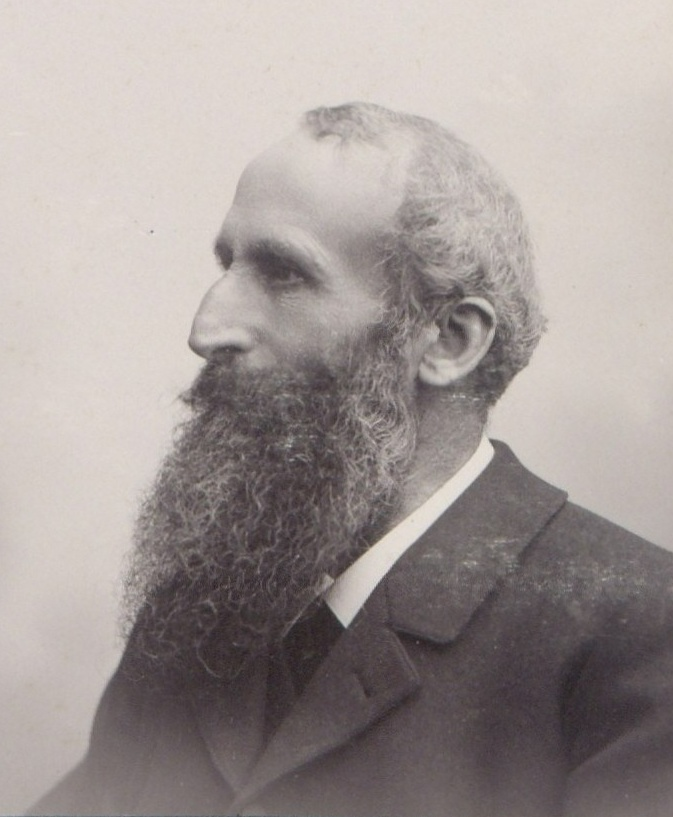
Victor Fatio

Victor Fatio (* 28. November 1838 in Genf als Victor Fatio de Beaumont; † 19. März 1906 ebenda) war ein Schweizer Zoologe.

## Leben
Fatios Interesse für Tiere wurde früh geweckt, als er seinen Vater Gustave Fatio de Beaumont auf dessen Jagden begleiten durfte. Er studierte Physiologie in Zürich, Berlin und Leipzig und erlangte den Titel eines Ph. D. 1861 erkrankte er an Typhus. Nach seiner Genesung im Jahr 1862 ging er nach Paris und nahm an den Kursen von Henri Milne-Edwards (1800–1885) am Muséum national d’histoire naturelle teil, wo er sich dem Zoologiestudium widmete.
Als 1874 die Reblaus in die Schweiz eingeschleppt wurde, betrieb Fatio Forschungen und regte den weltweit ersten Kongress zur Bekämpfung der Reblaus an, der 1877 in Lausanne stattfand. Die Ergebnisse seiner Forschungen und des Kongresses wurden 1878 unter dem Titel État de la question phylloxérique en Europe en 1877 publiziert. Des Weiteren schrieb er mehrere Publikationen über die Reblaus in der Schweiz und in Savoyen.
Zwischen 1869 und 1904 erschien sein Standardwerk Faune des Vertébrés de la Suisse über die Wirbeltiere der Schweiz.
Zusammen mit Theophil Studer (1845–1922) verfasste Victor Fatio den Catalogue des oiseaux de la Suisse (Katalog der schweizerischen Vögel), von dem von 1889 bis 1901 allerdings nur die ersten drei Hefte erschienen. Weitere 16 Ausgaben dieser Reihe wurden bis 1956 von anderen Autoren herausgegeben.
Tierarten wie der Albock (Coregonus fatioi), der Pfärrig (Coregonus confusus) oder die Alpen-Kleinwühlmaus (Pitymys multiplex) wurden von Victor Fatio erstmals wissenschaftlich beschrieben.

## Schriften
- Instructions sommaires à l'usage des Commissions centrales d'étude et de vigilance du Phylloxera des départements de la Savoie et de la Haute-Savoie. Chambéry, Ménard, 1877. C'est un opuscule destiné à permettre de reconnaître les premières attaques du phylloxéra.
- Die Phylloxera (Reblaus). Kurzgefaßte Anweisungen zum Gebrauche für die kantonalen und eidgenössischen Experten in der Schweiz. Ins Deutsche übertragen von H. Krämer. Aarau, 2. Aufl. 1879
- Catalogue des Oiseaux de la Suisse - 1: Rapaces diurnes / par V. Fatio et Th. Studer. 1889
- Catalogue des Oiseaux de la Suisse - 2: Hiboux et Fissirostres / par V. Fatio et Th. Studer. 1894
- Des diverses modifications dans les formes et la coloration des plumes. (Tiré des Memoires...de Genève tome XVIII, 2ème partie). 1866
- Les campagnols du bassin du Léman. 1867
- Importance d'une assurance mutuelle contre le Phylloxera dans le canton de Genève. 1879
- Faune des Vertébrés de la Suisse - Histoire naturelle des Mammifères. Genève et Bâle. H. Georg, 1869
- Faune des Vertébrés de la Suisse - Histoire naturelle des reptiles et des batraciens. . Genève et Bâle. H. Georg, 1872
- Faune des Vertébrés de la Suisse - Histoire naturelle des Poissons. Ie partie. Genève et Bâle. H. Georg, 1882
- Faune des Vertébrés de la Suisse - Histoire naturelle des Poissons. IIe partie. Genève et Bâle. H. Georg, 1890
- Faune des Vertébrés de la Suisse - Histoire naturelle des Oiseaux Ie Partie. Genève et Bâle. H. Georg, 1899
- Faune des Vertébrés de la Suisse - Histoire naturelle des Oiseaux IIe Partie. Genève et Bâle. H. Georg, 1904